# Rosita North
Rosita North és una concentració de població designada pel cens dels Estats Units a l'estat de Texas. Segons el cens del 2000 tenia 3.400 habitants.

## Demografia
Segons el cens del 2000, Rosita North tenia 3.400 habitants, 813 habitatges, i 765 famílies. La densitat de població era de 429 habitants per km².
Dels 813 habitatges en un 66,2% hi vivien nens de menys de 18 anys, en un 79,8% hi vivien parelles casades, en un 10,8% dones solteres, i en un 5,8% no eren unitats familiars. En el 4,3% dels habitatges hi vivien persones soles el 2,2% de les quals corresponia a persones de 65 anys o més que vivien soles. El nombre mitjà de persones vivint en cada habitatge era de 4,18 i el nombre mitjà de persones que vivien en cada família era de 4,33.
Per edats la població es repartia de la següent manera: un 42,9% tenia menys de 18 anys, un 9,4% entre 18 i 24, un 29,6% entre 25 i 44, un 13,2% de 45 a 60 i un 5% 65 anys o més.
L'edat mediana era de 23 anys. Per cada 100 dones de 18 o més anys hi havia 93,1 homes.
La renda mediana per habitatge era de 17.451 $ i la renda mediana per família de 18.667 $. Els homes tenien una renda mediana de 16.658 $ mentre que les dones 13.750 $. La renda per capita de la població era de 5.482 $. Aproximadament el 45,4% de les famílies i el 48,1% de la població estaven per davall del llindar de pobresa.

## Poblacions més properes
El següent diagrama mostra les poblacions més properes.